# Leiodermatium marginatum
Leiodermatium marginatum är en svampdjursart som först beskrevs av William Johnson Sollas 1888.  Leiodermatium marginatum ingår i släktet Leiodermatium och familjen Azoricidae. Inga underarter finns listade i Catalogue of Life.